# José Antonio Irulegui
José Antonio Irulegui Garmendia (Lasarte, Provincia de Guipúzcoa, España, 1 de abril de 1937) es un jugador y entrenador de fútbol  español. Actualmente está retirado y reside en San Sebastián. Con una larga trayectoria en el fútbol profesional que no le impidió terminar sus estudios universitarios de Perito Industrial Químico. Jugó como defensa en el Eibar (1955-56), Real Sociedad (1956-65), Pontevedra (1965-71) y Murcia (1971-72). Tras lo cual comenzó su trayectoria como entrenador: Deportivo de La Coruna (1973-75) Real Sociedad (1975-1978) Español (1978-1980) Murcia (1980-82) Real Burgos (1985-1987) Xerez (1987-1990) Levante (1990-91) Alaves (1993-94) Mallorca (1994-96) Villarreal (1996-1999)

## Clubes

### Como entrenador
| Club                   | País   | Año       |
| ---------------------- | ------ | --------- |
| Deportivo de la Coruña | España | 1973-1975 |
| Real Sociedad          | España | 1975-1978 |
| RCD Español            | España | 1978-1980 |
| Real Murcia            | España | 1980-1981 |
| Real Burgos            | España | 1985-1987 |
| Xerez CD               | España | 1987-1990 |
| Levante UD             | España | 1990-1991 |
| Deportivo Alavés       | España | 1993-1994 |
| Real Mallorca          | España | 1994-1996 |
| Villarreal CF          | España | 1996-1999 |